# دومیتیانوس

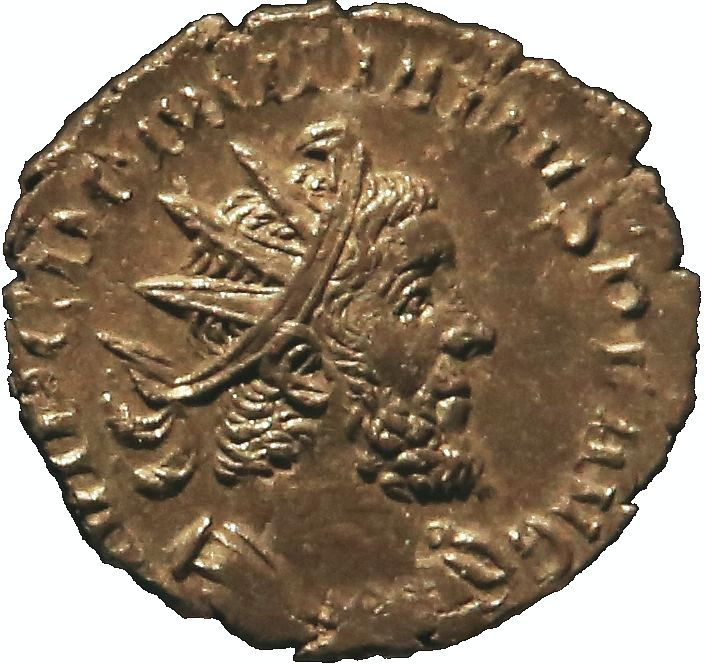
سکه با پرتره دومیتیانوس دوم.

گایوس دومیتیانوس (به لاتین: Gaius Domitianus) غاصب امپراتوری در گل بود. او در اوایل حکومت اورلیان، امپراتور وقت روم در ۲۷۰ یا ۲۷۱ در گل سر به شورش برداشت و خود را امپراتور نامید. در منابعی چند او را همان ژنرالی دانسته‌اند که در سرکوب شورش خاندان ماکریانی نقش داشت و خود او نیز احتمالاً به دلیل حملات بربرها در آغاز دوران اورلیان سر به شورش برداشت و عنوان امپراتور را غصب نمود. با این حال دوران زمامدارای او طولانی نبود و در ۲۷۰ یا ۲۷۱ کشته شد.